# 明古连站
明古连地铁站 （英語：Bencoolen MRT Station，代号DT21）是新加坡地铁滨海市区线的车站，位于新加坡本岛梧槽规划区与博物馆规划区交界处。
因為車站及其軌道隧道靠近环线、南北线与滨海市区线另一端的運作隧道，並且地下有其他的商業設施，因此明古連地鐵站是目前新加坡地鐵系統中最深的車站，其深度達43米。

## 車站樓層

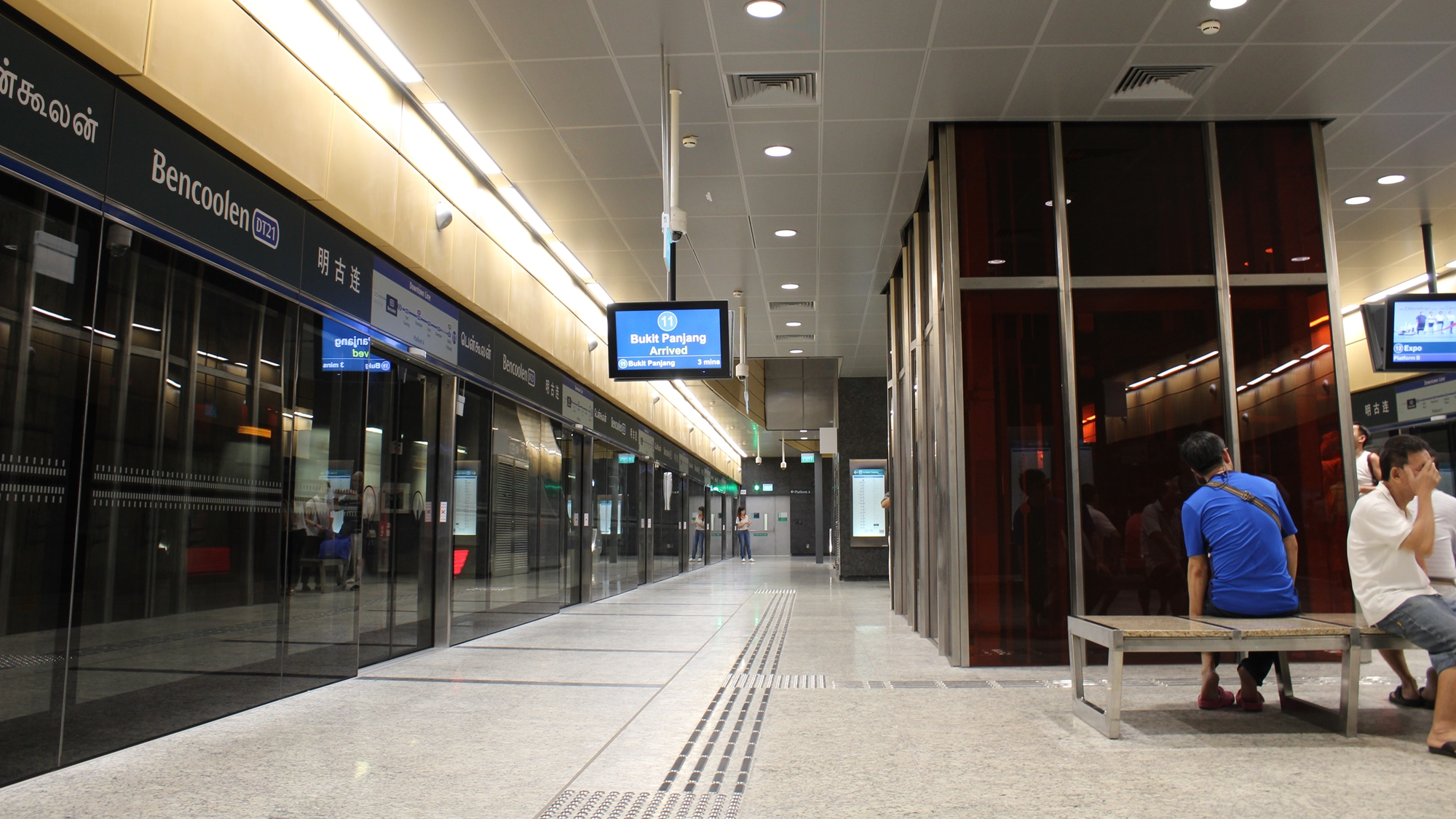
明古連站月台

| L1 | 地面層             |                                                 |
| B1 | 大廳               | 檢票口、自動售票機、車站控制室、Transitlink櫃枱 |
| B6 | B站台              | 滨海市区线 往博覽方向（惹蘭勿剎站）             |
| B6 | 島式站台，右側開門 |                                                 |
| B6 | A站台              | 滨海市区线 往武吉班讓方向（福康寧站）           |

- 明古連站月台

## 出口
| 出口編號 | 建議前往的目的地 | 照片 |
| -------- | ---------------- | ---- |
| A        |                  |      |
| B        |                  |      |
| C        |                  |      |

## 交通連接

### 地鐵
|                 | 一－六 |  | 星期日及 公定假日 |  | 每日    |
| 濱海市區線      |        |  |                   |  |         |
| 往 DT1 武吉班讓 | 6.06am |  | 6.24am            |  | 12.10am |
| 往 DT35 博覽    | 6.12am |  | 6.31am            |  | 12.12am |